# Московський драматичний театр імені К. С. Станіславського
Електротеатр Станіславський (з 1948 по 2013 — Московський драматичний театр імені К. С. Станіславського, з 1946 по 1948 — Оперно-драматичний театр імені К. С. Станіславського) — театр в Москві. Заснований в 1935 як Оперно-драматична студія під керівництвом К. С. Станіславського. Як драматичний театр працює з 1948 року. З 1950 розташований за адресою Тверська вулиця, будинок 23. У 2013 був закритий на реконструкцію й у 2015 відкрився заново під сучасною назвою.

## Історія

### Витоки театру
16 березня 1935 року з ініціативи Костянтина Станіславського рішенням Наркомпросу було засновано Оперно-драматична студія. Нова студія стала лабораторією для розробки нового способу роботи актора над роллю в системі, так званого способу фізичних процесів. У роботі режисеру допомагали директор Веніамін Радомисенський, 11 педагогів-асистентів. Керівником оперного відділення був диригент Микола Семенович Голованов. Вокал викладала Антоніна Нежданова, а сценрух Інна Чернецька.

### Радянський період
Після смерті Станіславського у серпні 1938 року студію очолив його учень Михайло Кедров. У 1940 році він закінчив роботу над виставою «Три сестри», і він був показаний на глядачі. Студія готувалася до виходу на становище театру з репертуаром, що регулярно гралася, але з початком війни всю роботу з випуску вистав довелося припинити, частина студійців пішла на фронт добровольцями. У роки Великої Вітчизняної війни студія продовжувала працювати в евакуації у Коканді та Фергані. Популярними постановками воєнних років були «Гасподиня готелю» у постановці Лідії Новицької за мотивами комедії «Трактирщиця» Карло Гольдоні, «День чудесних обманів» у постановці Юрія Мальковського за п'єсою Річарда Шерідана «Дуенья».
У 1950 році посаду головного режисера театру обійняв Михайло Яншин. При ньому театр став популярним на всю країну. 1950 року Московський драматичний театр імені К. З. Станіславського переїхав до будівлі колишнього кінотеатру «Арс» Після смерті Йосипа Сталіна Яншин поставив на сцені п'єсу Михайла Булгакова «Дні Турбіних». Роль Ларіосіка у цій виставі виконав молодий Євген Леонов. Іншими популярними спектаклями цього періоду стали «Грибоєдов». Єрмолінського та чеховська «Чайка».
У період 1950-х — 60-х років в трупу театру прийшли молоді Юрій Гребенщиков, Євген Урбанський, Ольга Бган, Єлизавета Нікіщіхіна, Леонід Сатановський, Володимир Анісько, Ніна Веселовська. Поряд із радянськими п'єсами на сцені ставилися спектаклі за п'єсами зарубіжних драматургів: Бертольта Брехта, Бернарда Шоу, Павла Когоута, Едуардо де Філіппо. Свобода репертуару часто йшла всупереч із думкою міської влади, тому керівництву театру неодноразово доводилося протистояти претензіям. У 1963 році з великими труднощами була випущена постановка п'єси Леоніда Зоріна «Палуба», після чого Яншин залишив свою посаду.
У 1970-і роки театр переживав кризу, поки в 1976 головним режисером не став Андрій Попов. Вистави Анатолія Васильєва "Перший варіант «Васи Желєзнової» за трагедією Максима Горького та «Доросла молода людина» за однойменною п'єсою Віктора Славкіна оцінювалися критиками як початок «нової театральної революції».
У 1980 році головним режисером театру став Олександр Товстоногов. Він одним із перших поставив на сцені «Собаче серце» Михайла Булгакова. Також у театрі йшли спектаклі за п'єсами драматургів нового покоління: «Поріг» Олексія Дударєва, «Ной та його сини» Юлія Кіма, «Експромт-фантазія» Вікторії Токарєвої, «Новосілля у старому будинку» Олександра Кравцова, «Вул. Шолом-Алейхема буд. 40» Аркадія Ставицького.

### Пострадянський період
Починаючи з 1991 року на сцені театру періодично з'являвся лідер гурту «Звуки Му» Петро Мамонов. З 1997 по 2001 рік на сцені театру йшла його моновистава «Чи є життя на Марсі?», де музикант був і режисером, і актором, і сценаристом, потім моновистава на базі альбому «Шоколадний Пушкін».
Останнім керівником театру до його масштабної реконструкції став Валерій Білякович. Він очолював колектив до липня 2013.

## Сучасність
Влітку 2013 року художнім керівником театру став Борис Юхананов, учень Анатолія Ефроса та Анатолія Васильєва. Він створив нову концепцію, що радикально змінює пристрій сценічного майданчика, репертуар та роботу трупи. За задумом Юхананова, оновлений театр мав стати найтехнологічнішим сценічним простором Москви.
Реконструкцією будівлі займалися архітектори з бюро Wowhaus Олег Шапіро та Дмитро Лікін, автори проєктів кінотеатру «Піонер» та архітектури у парку Горького. У ході реконструкції відновили малу сцену, створили зал-трансформер та сучасні службові приміщення, але зберегли історичні фасади, сходи та балкон. Театральне фоє стало поєднувати функції кафе і простору для перформансів.
26 січня 2015 року електротеатр Станіславський відкрився після реконструкції. Першою виставою стала постановка трагедії Евріпіда «Вакханки» грецького режисера Теодороса Терзопулоса.